# إرفينغ لندن
إرفينغ لندن (بالإنجليزية: Irving London)‏ هو طبيب أمراض الدم ‏ وعالم وراثة أمريكي، ولد في يوليو 1918 في مالدن في الولايات المتحدة، وتوفي في 23 مايو 2018.